# جوزف مک‌مانوس
جوزف مک‌مانوس (انگلیسی: Joseph Macmanus؛ زادهٔ ۱۹۵۳ (۷۱–۷۲ سال)) سیاست‌مدار و دیپلمات آمریکایی است که از سال ۲۰۱۴ تا ۲۰۱۷ به عنوان  دبیر اجرایی وزارت امور خارجه ایالات متحده خدمت کرد. پیش از آن، او از سال ۲۰۱۲ تا ۲۰۱۴ به عنوان سفیر ایالات متحده در سازمان‌های بین‌المللی در وین و همچنین هماهنگ‌کننده موقت تلاش‌ها برای اجرای تفاهم هسته‌ای لوزان رئیس جمهور باراک اوباما در سال ۲۰۱۵ خدمت کرد.
مک‌مانوس نامزد  رئیس جمهور دونالد ترامپ برای تصدی سفیر ایالات متحده در کلمبیا بود. این نامزدی در ماه مه ۲۰۱۸ توسط کمیته روابط خارجی سنا به طور مطلوب گزارش شد، اما در پایان کنگره ۱۱۵ بدون بررسی کامل سنا به رئیس جمهور بازگردانده شد. در سال ۲۰۱۹، فیلیپ گلدبرگ جایگزین مکمانوس به عنوان نامزد سفیر بعدی ایالات متحده در کلمبیا شد.

## شغل
مکمانوس یک افسر خدمات خارجی حرفه‌ای است که در سال ۱۹۸۶ وارد موسسه خدمات خارجی شد. در زمان حضورش در وزارت امور خارجه، به عنوان دستیار ارشد وزرای امور خارجه سابق کاندولیزا رایس و هیلاری کلینتون خدمت کرد. او از سال ۲۰۰۵ تا ۲۰۰۸ و دوباره از سال ۲۰۱۱ تا ۲۰۱۲ به عنوان معاون دستیار وزیر امور خارجه در امور قانونگذاری خدمت کرد.
رئیس جمهور باراک اوباما مکمانوس را به عنوان نماینده ایالات متحده در  دفتر وین سازمان ملل و همچنین نماینده آن در آژانس بین المللی انرژی اتمی (IAEA) در دسامبر ۲۰۱۱ منصوب کرد. او در سال ۲۰۱۳ زمانی که ایران را در جلسه آژانس بین المللی انرژی اتمی به فریبکاری متهم کرد، مورد توجه بین‌المللی قرار گرفت و سپس پس از انتقاد ایران از اسرائیل، به همراه نمایندگان کانادا، استرالیا و نیوزیلند از جلسه خارج شد.
در ۲۹ نوامبر ۲۰۱۷،  رئیس جمهور دونالد ترامپ مکمانوس را برای خدمت به عنوان سفیر ایالات متحده در کلمبیا نامزد کرد. در ماه مه ۲۰۱۹، اعلام شد که فیلیپ گلدبرگ جایگزین مک‌مانوس به عنوان نامزد سفیر بعدی ایالات متحده در کلمبیا خواهد شد.